# Blinddarm
| |  |
| Das Caecum in Detailansicht, mit dem terminalen Ileum und Ileozäkalklappe. Die Sonde zeigt den Eingang in die Appendix coeci. |  |

Der Blinddarm (lateinisch caecum, coecum oder cecum bzw. intestinum caecum, davon abgeleitet der Fachbegriff Caecum oder Coecum bzw. eingedeutscht Zäkum oder Zökum; griechisch τυφλὸν ἔντερον typhlon enteron von τυφλός typhlos, deutsch ‚blind‘ und ἔντερον enteron, deutsch ‚Darm‘) ist der blind endende Anfangsteil des Dickdarms, der am Ende des Dünndarms sackförmig nach unten in die Bauchhöhle ragt.
Während der beim Menschen im rechten Mittelbauch liegende und sechs bis acht Zentimeter lange Blinddarm eher klein ist, findet sich bei vielen Pflanzenfressern (Herbivoren) ein sackartig verlängerter Blinddarm. Dies ist insbesondere bei denjenigen pflanzenfressenden Säugetieren der Fall, die nicht in der Lage sind, ihre stark zellulosehaltige Nahrung durch Wiederkäuen aufzubereiten. So hat ein Warmblut-Hauspferd ein Caecum von einem Meter Länge und zirka 30 Litern Fassungsvermögen.
Bei den meisten Säugetieren liegt der Blinddarm rechts in der Bauchhöhle; eine Ausnahme stellen jedoch die Altweltschweine dar, bei denen er links liegt.
Bei Vögeln ist der Blinddarm paarig. Bei Hühner- und Entenvögeln sind die beiden Blinddärme relativ lang und übernehmen auch Verdauungsfunktionen, während sie bei vielen Tauben-, Papageien- und Sperlingsvögeln rudimentär sind.

## Funktion
Die verbreitete Annahme, dass der Blinddarm beim Menschen keine Funktion erfülle, wurde durch Studien widerlegt. Der Blinddarm ist bei den meisten Spezies mit reichlich Lymphgewebe ausgestattet, vor allem bei jenen mit gering entwickelter Verdauungsfunktion. Daher kommt dem Blinddarm auch eine große Rolle bei der Vermittlung von Immunitätsvorgängen gegenüber durch den Verdauungstrakt aufgenommenen Antigenen zu. Er gilt damit als Teil des Immunsystems. Zudem gibt es die These, dass nach Durchfällen der „leergeräumte“ Darm vom Blinddarm ausgehend mit Darmbakterien wiederbesiedelt wird.
Pflanzenfresser (Herbivoren), die keine Wiederkäuer sind, besitzen einen stark ausgeprägten Blinddarm, um nicht spaltbare organische Nährstoffverbindungen im Futter mit Hilfe von nährstoffspaltenden Mikroorganismen zu absorbierbaren Nährstoffen umzusetzen. Beispiele in der Tierwelt sind dafür Pferde, Nashörner, Spitzhörnchen und Nagetiere wie Meerschweinchen.

## Anatomie bei Menschen und anderen Primaten
Das untere Ende des Blinddarms kann bei Primaten mit einer Linie markiert werden, die vom Bauchnabel zum rechten vorderen oberen Darmbeinstachel gezogen wird, auf der sich zwischen dem äußeren und dem mittleren Drittel der Linie der sogenannte McBurney-Punkt befindet. Hier – an der Stelle, wo auch drei aus glatter Muskulatur bestehende Längsstreifen (Tänien) des Blinddarms zusammentreffen – liegt der Abgangspunkt des Wurmfortsatzes (lateinisch die Appendix vermiformis, auch Appendix coeci genannt).
In den Blinddarm stülpt sich das untere Ende des Ileums (Krummdarm) als Ileozäkalklappe oder Bauhin-Klappe vor. Diese Klappe verhindert bei Dehnung des Blinddarms ventilartig, dass Bakterien in den keimärmeren Dünndarm gelangen, dessen unteren Anteil das Ileum darstellt.

## Klinik und Krankheiten
Erste Beschreibungen von im Bereich des Blinddarms ausgehenden Erkrankungen (insbesondere Abszessen) verfassten Aulus Cornelius Celsus (um 20 n. Chr.), Aretaios (um 100 n. Chr.), Saracenus (1642) und 1711 Lorenz Heister. Der Blinddarm kann heute wie der Rest des Dickdarms mit bildgebenden Verfahren (Sonografie, Röntgenkontrastdarstellung, Computertomografie und Kernspinresonanzspektroskopie) untersucht, mittels Koloskopie direkt beurteilt oder mittels Palpation getastet werden.
Auf den Blinddarm als solchen beschränkte Krankheiten gibt es beim Menschen nicht, mit Ausnahme der Wurmfortsatzentzündung (Appendizitis). Letztere kann sich auf den eigentlichen Blinddarm ausdehnen und so zu einer Blinddarmentzündung (Typhlitis) führen. Darüber hinaus können Erkrankungen des Dick- oder Dünndarms auch den Blinddarm betreffen, z. B. eine Entzündung bei Enteritis regionalis Crohn oder Colitis ulcerosa – hier in der Regel im Sinn einer Pancolitis- oder Ileozäkal-Tuberkulose. Darüber hinaus können Karzinome sowie Tympanien, Invaginationen oder Verdrehungen (Torsio caeci) auftreten.
Einige Parasiten sind auf den Blinddarm spezialisiert und können hier lokale Entzündungen hervorrufen (Typhlitis nodularis durch Heterakis ssp. und Blinddarmkokzidiose bei Vögeln), die vorwiegend auf den Blinddarm beschränkt sind. Bei der Histomoniasis des Geflügels sind vor allem Blinddarm und Leber (Typhlohepatitis) betroffen.